# Eduardo Fereira
Eduardo Enrique Fereira Peñaranda, noto semplicemente come Eduardo Fereira (Valencia, 20 settembre 2000), è un calciatore venezuelano, difensore del Dep. La Guaira.

## Caratteristiche tecniche
È un terzino destro.

## Carriera

### Club
Cresciuto nel settore giovanile del Caracas, ha debuttato in prima squadra il 7 maggio 2017 disputando l'incontro di Primera División venezuelana vinto 4-1 contro il JBL del Zulia.

### Nazionale
Ha giocato nelle nazionali giovanili venezuelane Under-17 ed Under-20.

## Statistiche
Statistiche aggiornate al 10 giugno 2021.

### Presenze e reti nei club
| Stagione        | Squadra         | Campionato      | Campionato | Campionato | Coppe nazionali | Coppe nazionali | Coppe nazionali | Coppe continentali | Coppe continentali | Coppe continentali | Altre coppe | Altre coppe | Altre coppe | Totale | Totale | Totale |
| Stagione        | Squadra         | Comp            | Pres       | Reti       | Comp            | Pres            | Reti            | Comp               | Pres               | Reti               | Comp        | Pres        | Reti        | Pres   | Reti   |        |
| --------------- | --------------- | --------------- | ---------- | ---------- | --------------- | --------------- | --------------- | ------------------ | ------------------ | ------------------ | ----------- | ----------- | ----------- | ------ | ------ | ------ |
| 2017            | Caracas         | PD              | 24         | 0          | CV              | 1               | 0               |                    | -                  | -                  |             | -           | -           | 25     | 0      |        |
| 2018            | Caracas         | PD              | 24         | 0          | CV              | 0               | 0               | CS                 | 2                  | 0                  |             | -           | -           | 26     | 0      |        |
| 2019            | Caracas         | PD              | 30         | 1          | CV              | 0               | 0               | CL+CS              | 4+4                | 1+0                |             | -           | -           | 38     | 2      |        |
| 2020            | Caracas         | PD              | 17         | 0          | CV              | 0               | 0               | CL+CS              | 5+1                | 0                  |             | -           | -           | 23     | 0      |        |
| 2021            | Caracas         | PD              | 8          | 0          | CV              | 0               | 0               | CL                 | 4                  | 0                  |             | -           | -           | 12     | 0      |        |
| Totale Caracas  | Totale Caracas  | Totale Caracas  | 103        | 1          |                 | 1               | 0               |                    | 20                 | 1                  |             | -           | -           | 124    | 2      |        |
| Totale carriera | Totale carriera | Totale carriera | 103        | 1          |                 | 1               | 0               |                    | 20                 | 1                  |             | -           | -           | 124    | 2      |        |